# Pacific Gas & Electric Building
Pacific Gas & Electric Building je mrakodrap v centru kalifornského města San Francisco. Má 32 pater a výšku 150 metrů, je tak 21. nejvyšší mrakodrap ve městě. Byl dokončen v roce 1970 a za designem budovy stojí firma Hertzka & Knowles. V budově se nachází kancelářské prostory.